# Střezetice
Střezetice (en allemand : Stresetitz) est une commune du district et de la région de Hradec Králové, en République tchèque. Sa population s'élevait à 395 habitants en 2020.

## Géographie
Střezetice se trouve à 10 km au nord-ouest de Hradec Králové et à 94 km à l'est-nord-est de Prague.
La commune est limitée par Třesovice à l'ouest et au nord-ouest, par Všestary au nord et à l'est, par Dolní Přím au sud, et par Nechanice au sud-ouest.

## Histoire
La première mention écrite de la localité date de 1351. Elle a été le théâtre de la bataille de Sadowa en 1866.